# 和布刈

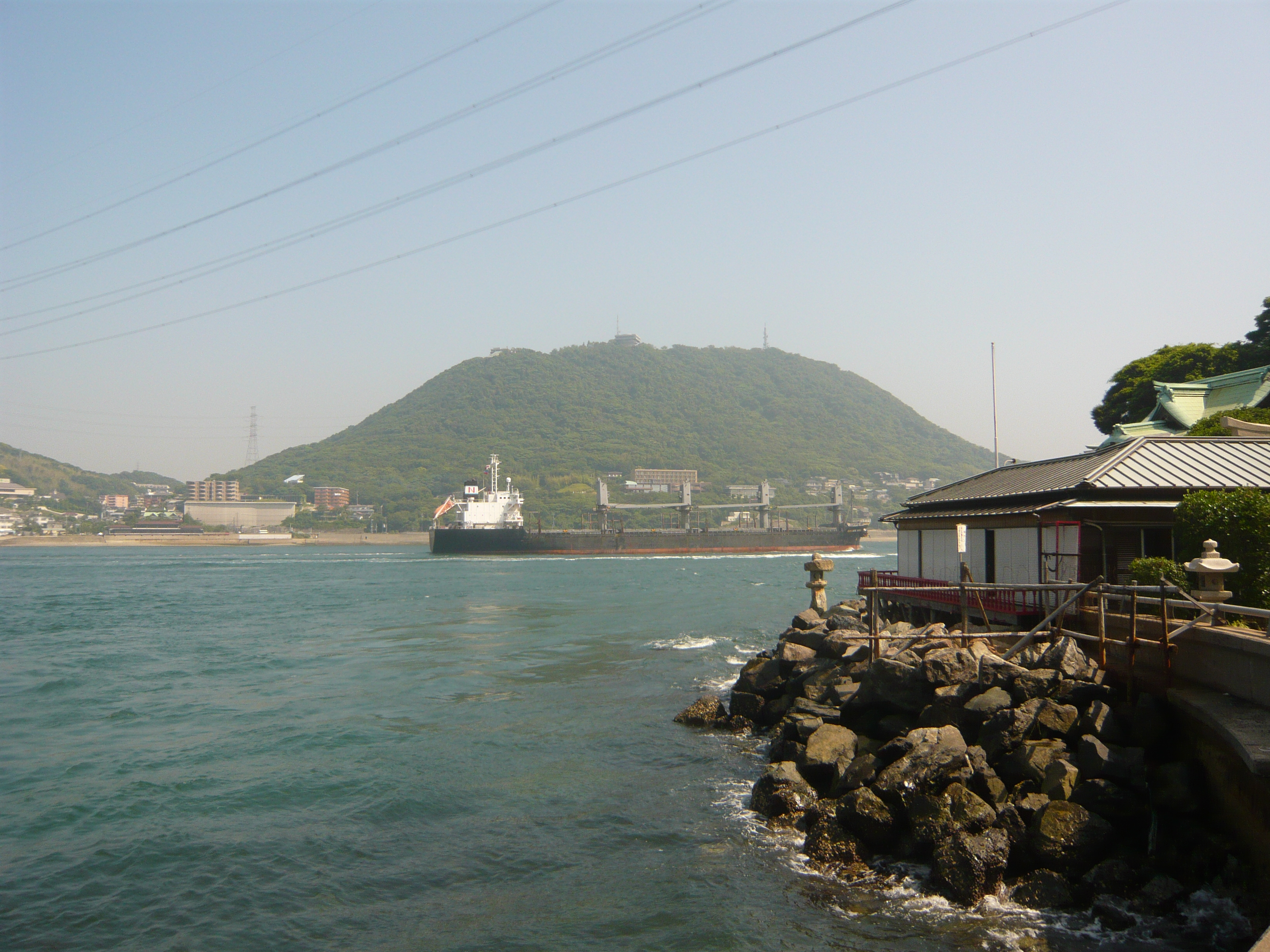
和布刈神社と関門海峡

和布刈（めかり）は、福岡県北九州市門司区の地域名。

## 地理
関門海峡に面し、対岸には下関市が見える。瀬戸内海国立公園に指定されている古城山は和布刈公園として整備されており、山頂からは関門海峡から関門橋、門司港レトロ、下関市の市街地を一望できる。門司港レトロ地区から北へ2km程と近いため、手頃に楽しめる観光地である。
また、古城山の麓、関門海峡に接する和布刈神社は年始には初詣客で賑わう。麓からは真上に関門橋が通り、下関市と関門海峡を一望できるため、沿岸道路からの景観も良い。

## 歴史
地名は和布刈神社に由来する。わかめのことを和訓で「め」といい、「め」を刈る事から「めかり」と呼ぶようになったという。
関門海峡で最も狭い場所に位置する和布刈は古代から交通の要衝であった。和布刈神社は古くは「隼人明神」と呼ばれ、伝説では仲哀天皇9年（200年）に創建されたと伝わっている。
1185年（元暦2年）には平知盛によって門司城が築かれた。「古城山」という名前はこの門司城に由来する。壇ノ浦の戦いの前夜には平家一門が和布刈神社で酒宴を開いたと伝えられる。
明治時代になると関門海峡一帯に下関要塞が建設され、古城山には古城山砲台が、和布刈神社付近には関門海峡を通過する敵艦を直接狙い撃ちするために1889年（明治22年）に和布刈砲台が完成した。1893年（明治26年）には英国汽船クレーブランド号の「乗組員」が古城山砲台に侵入し、逮捕される事件も発生している。1894年（明治27年）には大阪砲兵工廠門司兵器製造所が梶ヶ鼻に設置された。1931年（昭和6年）に要塞が整理されると、遊休地に遊園地が建設された。
戦後の1951年（昭和26年）には個人運営の和布刈水族館が開館。1953年（昭和28年）に門司市は観光に力を入れる事になると、和布刈水族館を買い取り改修工事を行ったほか、梶が鼻に遊園地を建設した。1956年（昭和31年）には瀬戸内海国立公園に指定された。また、門司港から出征し東南アジア戦線で犠牲になった将兵を弔うために、ビルマ（現ミャンマー）より僧侶を招いて世界平和パゴダが建設された。

## 周辺
- めかりパーキングエリア（関門自動車道のパーキングエリア。上り車線のみ利用可能である）
- 和布刈公園
- 和布刈神社
- 門司港レトロ

## 交通
西鉄バス（西鉄バス北九州）が戸畑・小倉・門司駅・門司港レトロ地区と当地区の和布刈バス停を結ぶ路線（行先番号74番）を運行している。当地区で通年運行される唯一の公共交通である。
土日祝日には平成筑豊鉄道門司港レトロ観光線（北九州銀行レトロライン）のトロッコ列車が門司港レトロ地区と当地区を結んで運行される。最寄り駅は関門海峡めかり駅。同時に当地区を一周するバス「めかり絶景バス」も運行されていたが、2012年11月の運行を最後に廃止されている。